# Kaocen

L'ancien palais de Kaocen Ag Kedda, en 1991 Hôtel de l'Air, Agadez, Niger.

À droite un mur de l'ancien palais de Kaocen Ag Kedda, en 1991 Hôtel de l'Air, Agadez, Niger.

Kaocen Ag Kedda (1880–1919 ; également Kaosen, Kawsan, en touareg : ⴾ𐤟፡ⵙⵏ Kawsen) était un noble touareg et chef de clan. Né en 1880 près de l'oued Tamazlaght Aïr (Niger moderne), Kaocen est issu de la tribu des touaregs Ikazkazan, un sous-ensemble de la confédération Kel Owey. Il a dirigé la révolte de Kaocen, une rébellion contre la domination coloniale française de la région autour des montagnes de l'Aïr au nord du Niger, en 1916-17. Après la défaite de la révolte, Kaocen s'enfuit vers le nord ; il a été capturé et pendu en 1919 par les forces locales à Mourzouk, en Libye.
Né dans la tribu familiale de wuro des Touareg Ikazkazan dans l'actuel (monts de l'Aïr) au nord du Niger, sa lignée exacte est débattue. Son frère Mokhtar Kodogo a été son commandant en second tout au long de sa vie et n'a survécu qu'un an après sa mort, tué alors qu'il dirigeait une révolte parmi les Toubou Fula au Sultanat de Damagaram.[réf. nécessaire]

## Résistance au français
Adhérant à l'ordre religieux soufi militant anti-français Sanusiya, Kaocen s'est engagé dans de nombreuses batailles, pour la plupart infructueuses, contre les forces françaises à partir d'au moins 1909. Il attaqua les colonnes françaises dans ce qui est aujourd'hui l'est du Niger et l'ouest du Tchad. Il a participé à plusieurs raids dans la région du Borkou, de l'Ennedi et du Tibesti, dont la bataille de 1909 à Galakka. Sous les ordres directs du chef de Sanusiya, il commanda les forces à Ennedi en 1910, seulement pour être vaincu par les Français et contraint de se retirer à la frontière du Darfour. De retour d'abord à Ounianga Kabir puis au Fezzan (centre du pouvoir des Sanusiya), Kaocen rallia à la fois des sujets tribaux et d'autres nomades (pas tous touaregs) fidèles aux Sanusiya[réf. nécessaire].
Là, en octobre 1914, la direction de Sanusiya a déclaré un Jihad contre les colonialistes français. En 1916, les forces de Kaocen ont commencé à attaquer les villes des montagnes de l'Aïr. Avec l'aide du sultan d'Agadez, les forces de Kaocen assiégèrent la garnison le 17 décembre 1916. Ils se sont emparés de toutes les grandes villes de l'Aïr, dont Ingall, Assodé et Aouderas, plaçant ce qui est aujourd'hui le nord du Niger sous contrôle rebelle pendant plus de trois mois[réf. nécessaire].

### Défaite et mort
Le 3 mars 1917, une importante force française envoyée de Zinder releva la garnison d'Agadez et les forces de Kaocen  ses migrer vers la montagne de manga où le sultan toubou qui et aller le chercher pour une réconciliation tribal qui existait avant l’arrivé des troupes françaises, et à voulu rendre visite fezzan  il fut capturé et pendu en 1919 par les forces locales de Mourzouq hostiles aux Sanusiya.

### Le contexte
Aujourd'hui, les nationalistes touaregs se souviennent de Kaocen comme d'un héros, et son nom est un prénom populaire dans les communautés touaregs. Le souvenir de la révolte et des tueries qui en ont résulté reste frais dans l'esprit des Touaregs modernes. L'épisode est considéré à la fois comme faisant partie d'une lutte anticoloniale plus large et, pour certains, comme faisant partie de la lutte post-indépendance pour l'autonomie des gouvernements existants du Niger et de ses voisins.[réf. nécessaire]
La révolte de Kaocen peut également être placée dans une histoire plus longue de conflit touareg avec les ethnies Songhay et Hausa dans le centre-sud du Sahara qui remonte au moins à la prise d'Agadez par l'Empire songhaï en 1500 CE, ou même aux premières migrations de Touaregs berbères au sud dans l'Aïr aux XIe – XIIIe siècles de notre ère. Les conflits ont persisté depuis l'indépendance, avec d'importants soulèvements touaregs dans l'Adrar des Ifoghas au Mali en 1963-64, les insurrections des années 1990 au Mali et au Niger, et une nouvelle série d'insurrections commençant au milieu des années 2000 (voir Deuxième rébellion touareg).[réf. nécessaire]